# Иван Симеонов (кмет)
Иван Младенов Симеонов е кмет на община Видин в периода 30 ноември 1995 г. - 3 ноември 1999 г.

## Биография
Роден е на 8 май 1950 г. в Горни Лом, България. През 1995 г. е избран за кмет на община Видин. През 1999 г. опозицията иска неговата оставка за недоказани обвинения в нарушения при приватизационни сделки с общинско имущество.